# Dracónidas
Las Dracónidas (también conocidas como Giacobínidas) son una lluvia de meteoros cuyo origen está en el cometa periódico 21P/Giacobini-Zinner. Sucede cada año, en los primeros días de octubre: siendo entre las noches del 8 al 10, más destacables. Las dracónidas son observables en las primeras horas del atardecer, en áreas con cielos despejados y oscuros. Esta lluvia de estrellas puede ser observada desde todo el hemisferio norte, zona ecuatorial y hasta la latitud 10° S (aparece en el horizonte norte, y su radinte principal está en la cabeza del Dragón de donde las estrellas parecen partir o radiar.
En 1933 y 1946, hubo tormentas de miles de meteoros de las Dracónidas. Concretamente se llegó a contabilizar en 1933 un máximo de 345/minuto (THZ = 10000). En 1.946 mediante radares se captaron máximos en horas diurnas.
El cometa 21P/Giacobini-Zinner tiene un periodo de traslación de 6 años y 3 meses (6,24 años), dado que la nube de meteoroides se traslada en la misma órbita que el cometa, pero tras él, el periodo de la nube es algo mayor, siendo de 6,7 años (6 años y 8,5 meses aproximadamente) es cuando se observa el máximo de lluvia de estrellas, que generalmente es de muy corta duración (en minutos).

## Dracónidas 2011
Según la alerta generada por la International Meteor Organization, varios estudios dieron una previsión de subtormenta de actividad THZ = 700 (siete veces más intensa que la lluvia de las Perséidas) del año 2011. Fue la lluvia de estrellas más intensa de los últimos 15 años.
En Europa, a primeras horas de la noche del día 8 de octubre de 2011 fuero  visibles los picos máximos de dracónidas, a pesar de que la Luna está en cuarto creciente avanzado, no evitó que fueran divisados los meteoros más brillantes.